# Anoteropsis cantuaria
Anoteropsis cantuaria är en spindelart som beskrevs av Vink 2002. Anoteropsis cantuaria ingår i släktet Anoteropsis och familjen vargspindlar. Inga underarter finns listade i Catalogue of Life.